# Violet Piercy
Violet Stewart Louisa Piercy (24 de diciembre de 1889 - 11 de abril de 1972) fue una corredora de larga distancia inglesa reconocida por la Asociación Internacional de Federaciones de Atletismo por haber establecido la primera mejor marca mundial femenina en el maratón el 3 de octubre de 1926 con un tiempo de 3:40:22. Las noticias del momento señalaron que Piercy había corrido extraoficialmente, y su marca se estableció en el recorrido del Maratón Politécnico entre Windsor y Londres.

## Trayectoria
Piercy nació como Violet Stewart Louisa Piercy el 24 de diciembre de 1889 en Croydon. Su padre era George Piercy; su madre, Louisa Sophia Piercy. Su padre murió poco después de su nacimiento; un hermano murió a los 8 años. Fue a la escuela Old Palace of John Whitgift. En 1923 trabajó como secretaria médica en el sur de Londres.

## Carreras
Según The New York Times, cuando Piercy comenzó a conseguir publicidad para su carrera, "la noción predominante en ese momento era que las mujeres eran demasiado frágiles para correr más de unos pocos cientos de pies". Una de sus primeras carreras que se hicieron públicas tuvo lugar en octubre de 1926, al correr el maratón de Londres de esa época en 3 horas, 40 minutos y 22 segundos, aunque últimamente los investigadores creen que es posible que solo haya corrido unas veinte millas. El 1 de agosto de 1927 estableció un récord en los juegos británicos al correr diez millas en 1 hora y 13 minutos. En 1928, volvió a intentar correr el maratón de Londres, pero se detuvo después de veinte millas debido al calor excesivo, haciéndolo en un tiempo de 3 horas y 31 minutos.
En marzo de 1935, se estableció como "una de las primeras corredoras de resistencia conocidas en Gran Bretaña", según The New York Times, después de su carrera pública de cinco millas desde Highgate hasta el Monumento en el centro de Londres que marca el punto de partida del Gran Incendio de Londres, incluidas las 311 escaleras hasta la cima del Monumento, que completó en 43 minutos y 2 segundos.
También corrió el maratón de Londres en 1933 y 1936, terminando ambos en aproximadamente 4 horas y 25 minutos. En 1933, también hizo una carrera de 22 millas aprobada por la Asociación Atlética Amateur Femenina, bajo aguanieve y lluvia, en 3 horas y 45 minutos. En 1936, se le permitió comenzar por delante de los corredores masculinos en el maratón de Londres, y su tiempo mantuvo el récord femenino hasta que Dale Greig superó el récord en 1964.
Según la IAAF, el tiempo de Piercy en 1926 fue récord durante 37 años hasta la actuación de Merry Lepper de 3 con 37 minutos y 7 segundos en el Maratón del Hemisferio Occidental el 16 de diciembre de 1963.
Después de múltiples mudanzas tras la Segunda Guerra Mundial, es posible que haya vivido en un refugio para mujeres desde finales de la década de 1950. Los registros indican que pudo haber vivido en Battersea y Wandsworth hasta finales de la década de 1950.
Un certificado de defunción fechado el 11 de abril de 1972 de "Violet Pearson, también conocida como Violet Piercy, o Violet Pierce" indica una hemorragia cerebral como causa de muerte en el hospital de la University College de Londres. El certificado de defunción indica que no tenía domicilio fijo.